# Lista castelelor și conacelor din județul Covasna
Aceasta este o listă a castelelor și conacelor din județul Covasna.

## Castele

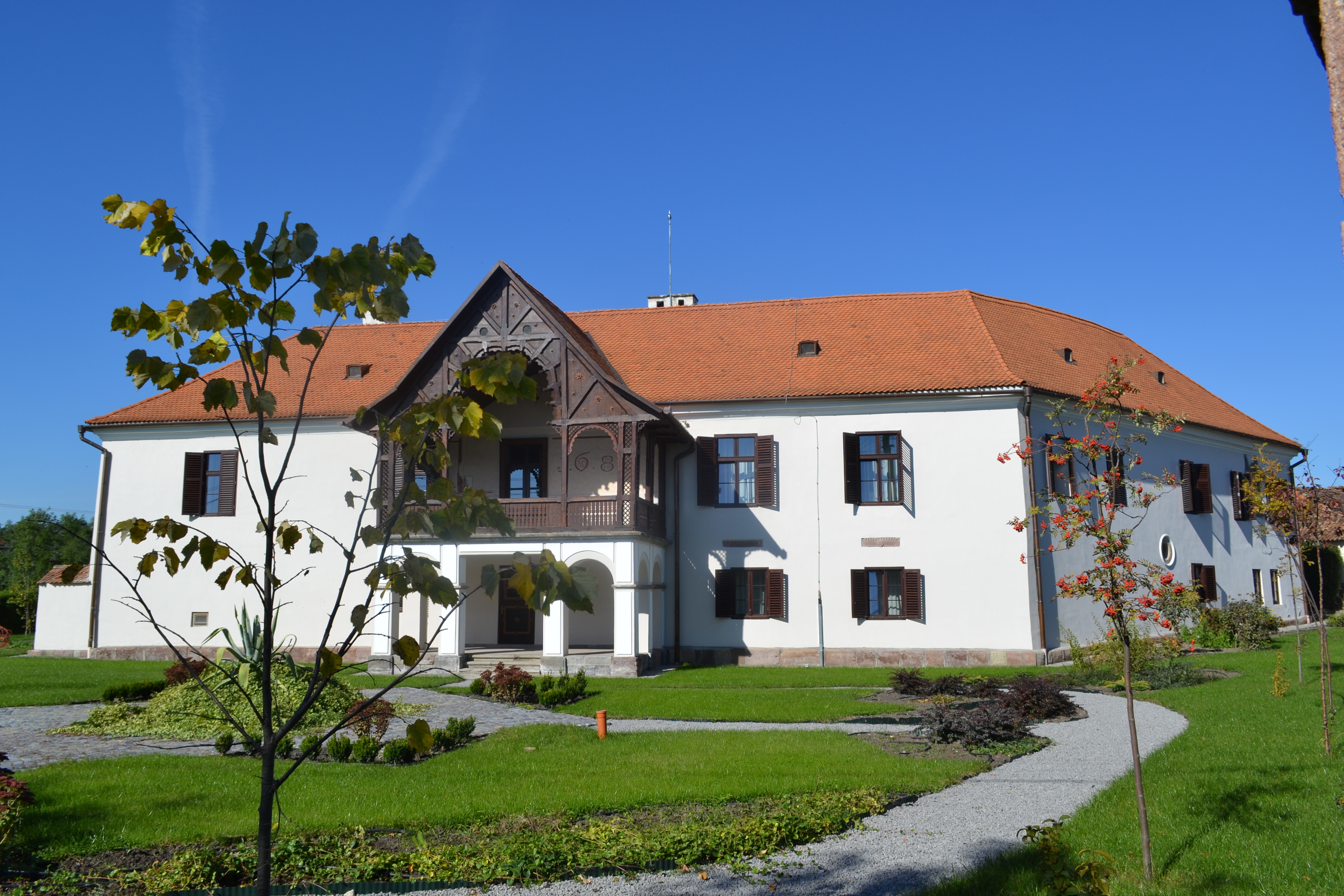
Castelul Dániel din Tălișoara

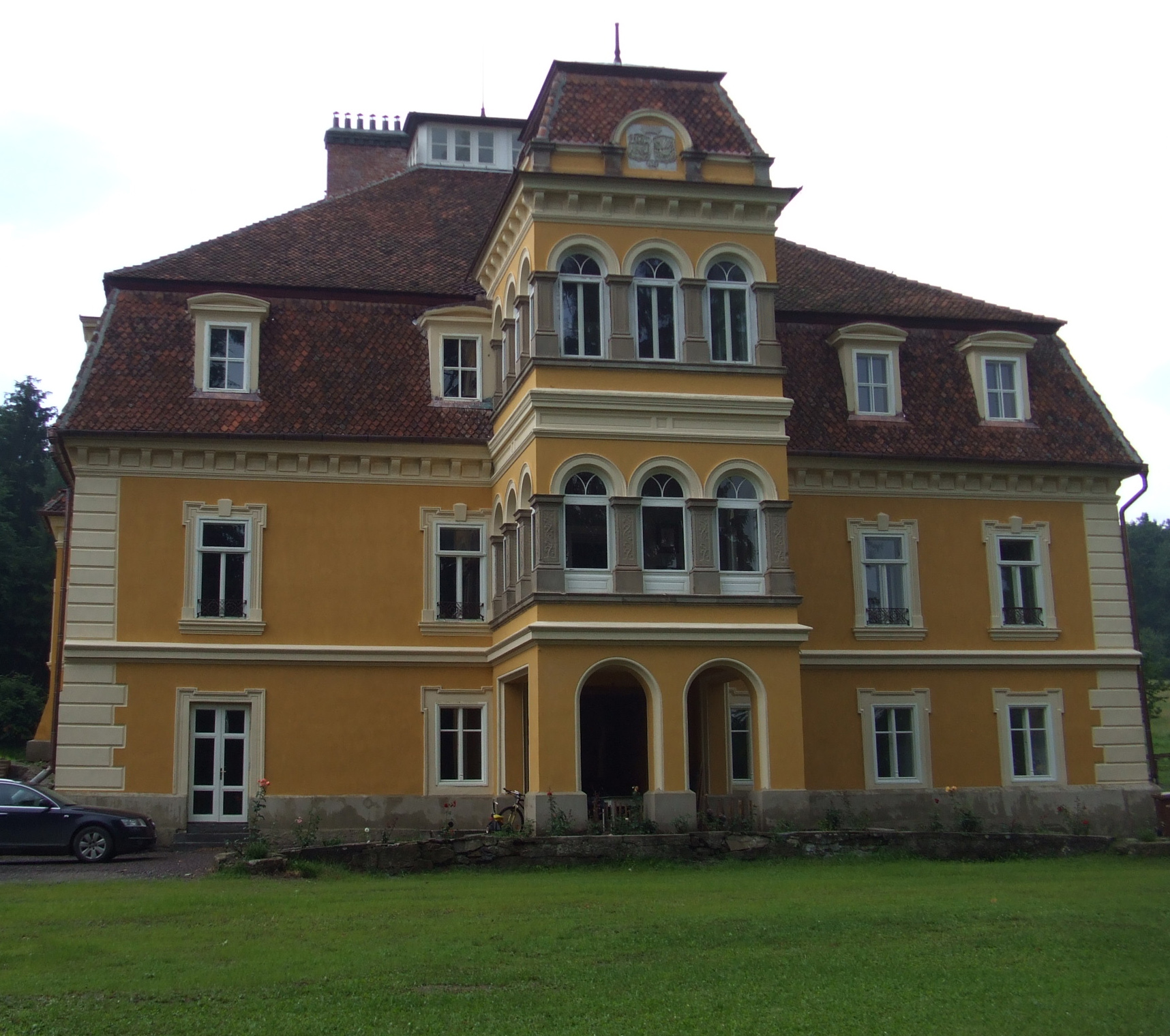
Castelul Mikes din Zăbala

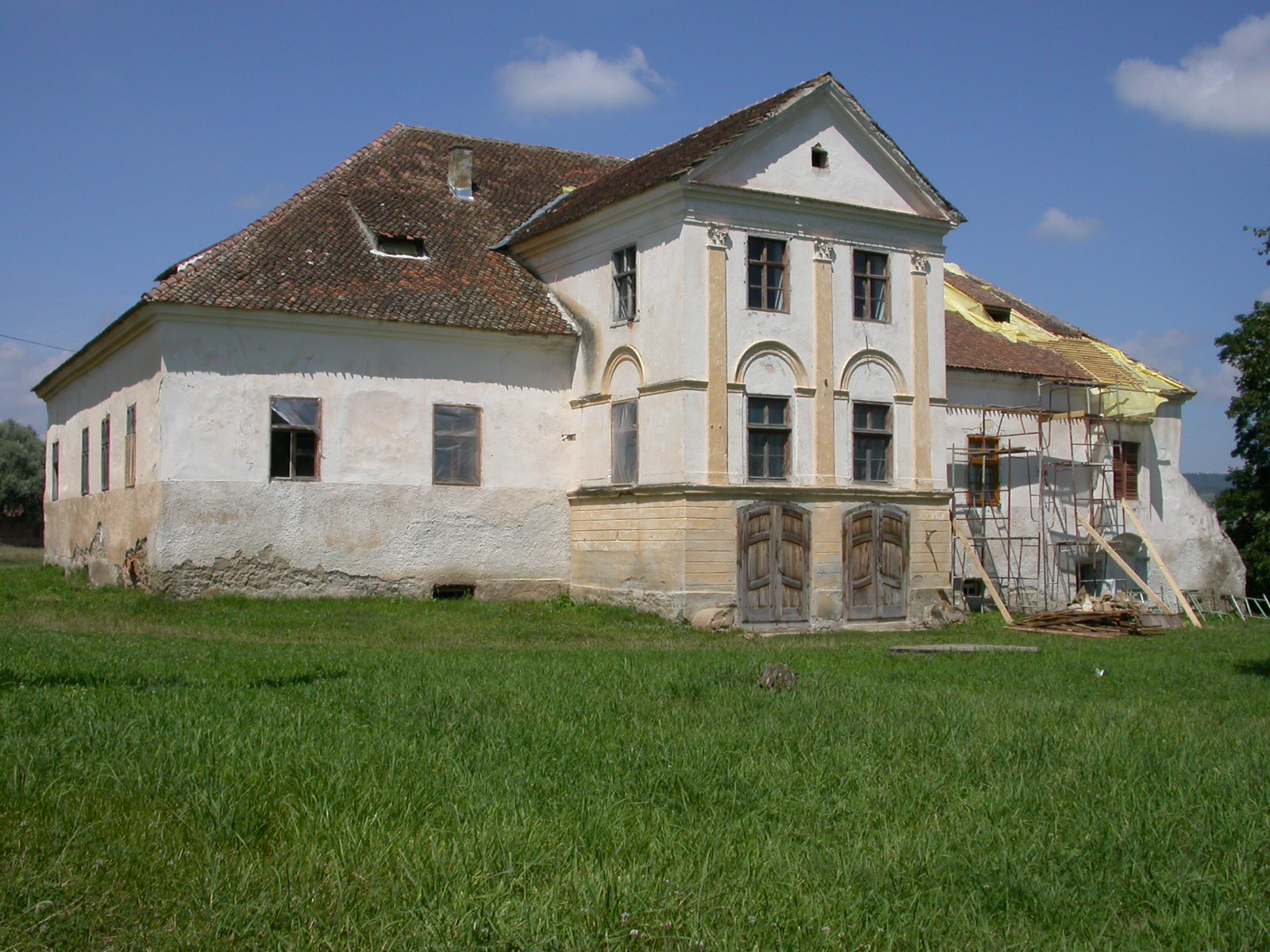
Conacul Apor din Turia

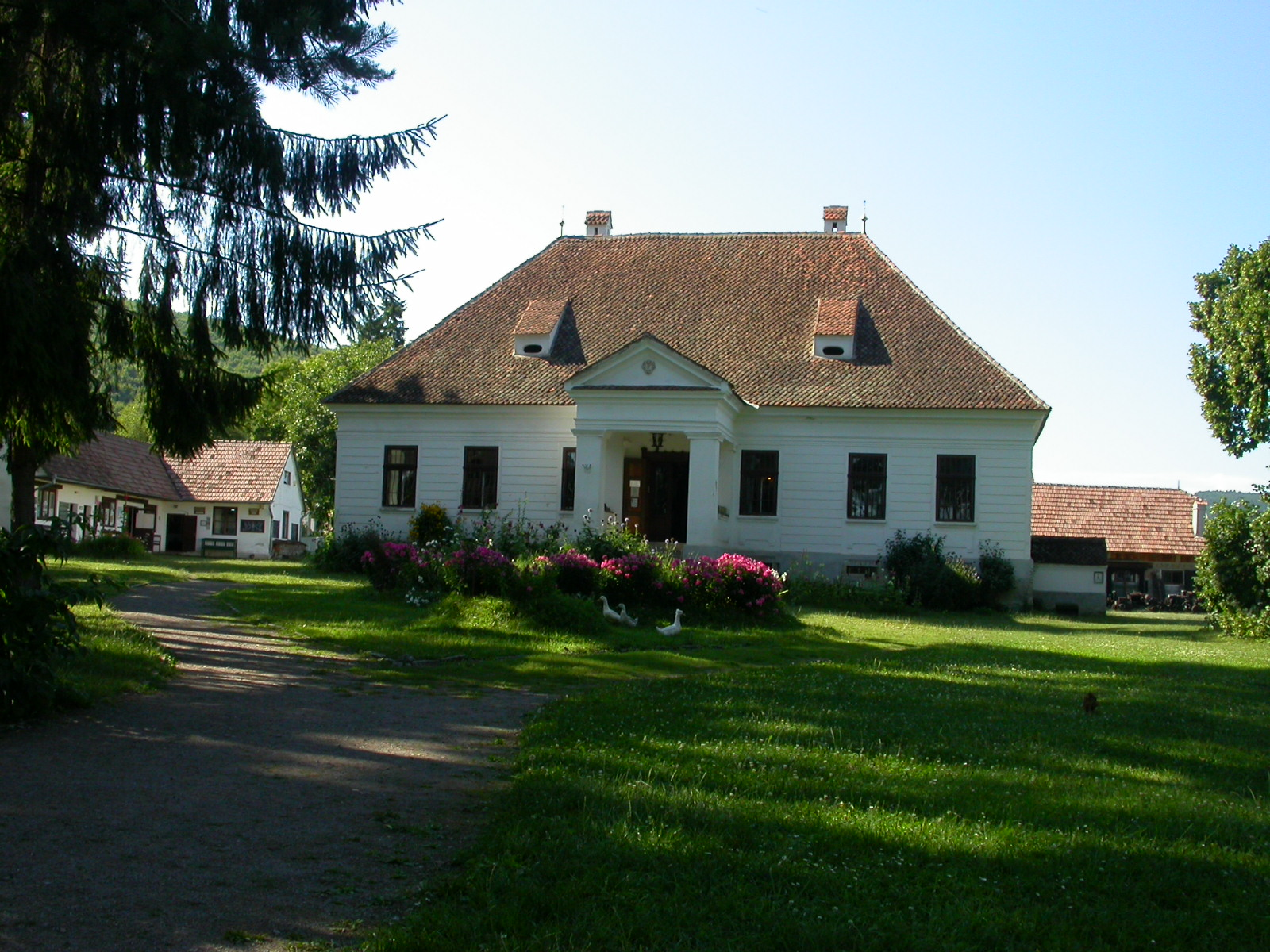
Conacul Damokos Gyula din Cernat

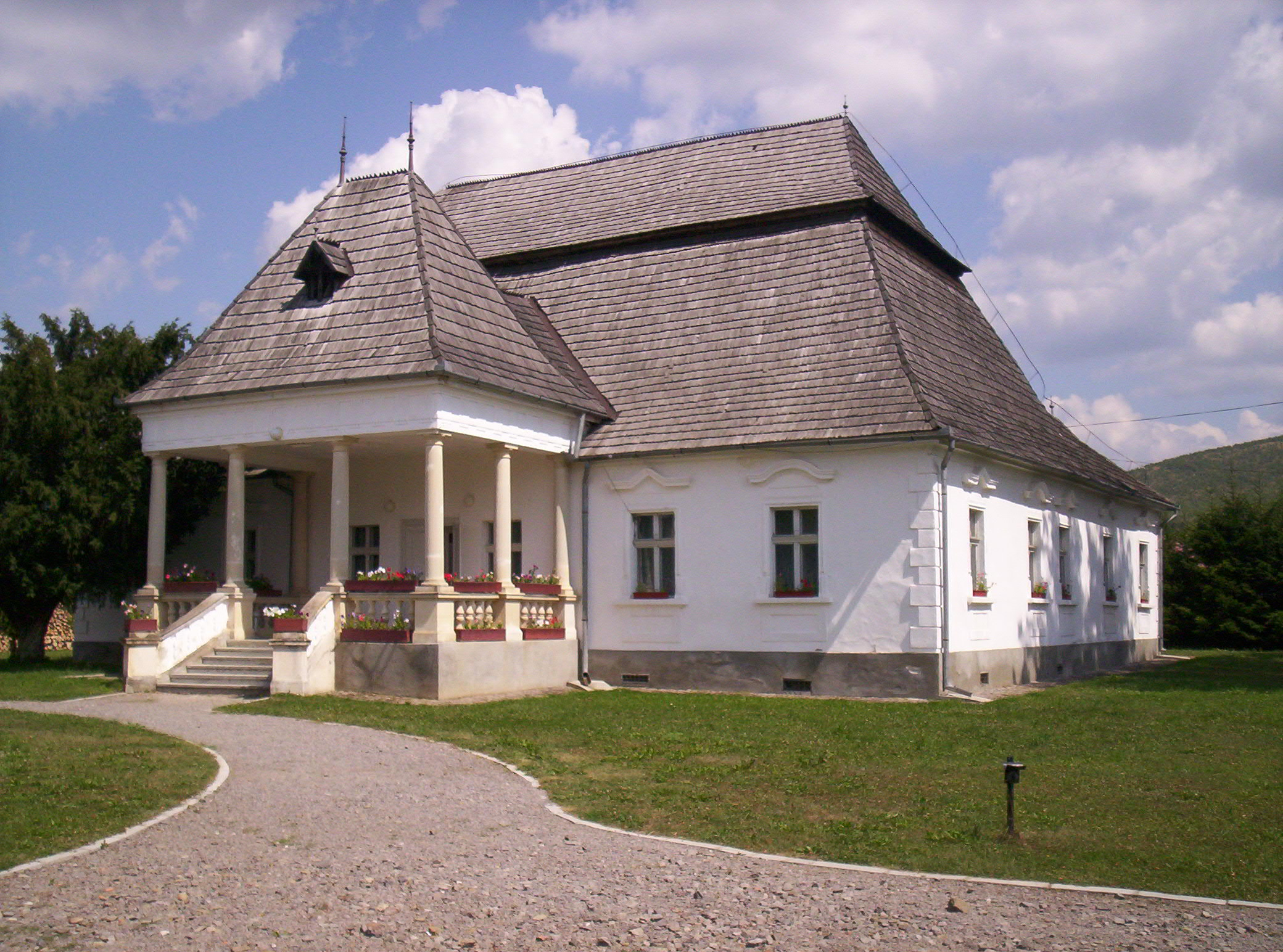
Conacul Mikes-Szentkereszty din Zagon

- Castelul Béldy-Mikes din Ozun, azi casă de oaspeți[1]
- Castelul Dániel din Tălișoara, azi hotel boutique
- Castelul Dániel din Vârghiș, cumpărat de Consiliul Local al orașului Esztergom[2]
- Castelul Kálnoky din Micloșoara
- Castelul Mikes din Zăbala, azi hotel
- Castelul Mikó din Olteni, cumpărat în 2014 de Consiliul Local al comunei Bodoc[3]
- Castelul Szentkereszty din Arcuș
- Castelul Temesváry din Ozun, azi grădiniță[4]

## Conace
- Conacul Antos din Reci, azi dispensar
- Conacul Apor din Turia, azi muzeu
- Conacul Babós-Forró din Pădureni
- Conacul Bakó din Ilieni
- Conacul Beczásy din Dalnic
- Conacul Benke din Moacșa, azi hotel[5]
- Conacul Benedek din Bățanii Mici
- Conacul Benkő-Zágony din Zoltan
- Conacul Bernald din Cernat
- Conacul Berzan din Ilieni
- Conacul Bornemisza din Ilieni
- Conacul Cserey din Imeni, azi școală
- Conacul Damokos din Araci
- Conacul Damokos Dénes din Cernat, azi primărie
- Conacul Damokos Gyula din Cernat, azi Muzeul „Haszmann Pál”
- Conacul Damokos János din Cernat
- Conacul Damokos Mihály din Cernat
- Conacul Damokos-Cseh din Cernat
- Conacul Damokos-Eperjesi din Cernat
- Conacul Dónáth din Aita Mare
- Conacul Farkas din Cernat
- Conacul Ferencz-Boda din Filia
- Conacul Gaál din Dalnic, azi pensiune[6]
- Conacul Hadnagy din Dalnic
- Conacul Hollaky din Dobolii de Jos
- Conacul Horváth din Telechia
- Conacul Imecs din Vârghiș
- Conacul Kálnoky din Valea Crișului
- Conacul Kelemen din Cernat, azi pensiune
- Conacul Könczey din Sânzieni
- Conacul Mikes-Szentkereszty din Zagon
- Conacul Mikó din Hăghig
- Conacul Molnár din Cernat
- Conacul Nemes din Hăghig
- Conacul Pótsa din Petriceni
- Conacul Pünkösti din Ozun, azi bibliotecă
- Conacul Reznek din Dobolii de Jos
- Conacul Séra din Ilieni
- Conacul Simon din Bicfalău
- Conacul Sinkovits din Catalina
- Conacul Székely-Pótsa din Chilieni
- Conacul Tamás din Sânzieni
- Conacul Thury-Bányai din Tamașfalău, azi casă de cultură
- Conacul Ujvárosy-Ágoston din Ozun
- Conacul Végh din Cernat
- Conacul Vén-Ábrahám din Bicfalău
- Conacul Veres din Țufalău
- Conacul Zsigmond din Bicfalău